# إيدير عليا
إيدير عليا هي قرية في مقاطعة بارس أباد، إيران. عدد سكان هذه القرية هو 733 في سنة 2006.